# Kyōto (stacja kolejowa)
Kyōto (jap. 京都駅 Kyōto-eki) – jeden z największych dworców kolei JR, funkcjonuje jako główny dworzec kolejowy w Kioto. Obecny budynek recepcyjny dworca należy do najwybitniejszych dzieł współczesnej architektury kolejowej na świecie (1997, proj. 原広司 Hiroshi Hara).
Położenie: 京都府 Kyōto-fu,　京都市 Kyōto-shi,　下京区 Shimogyō-ku.

## Układ przestrzenny

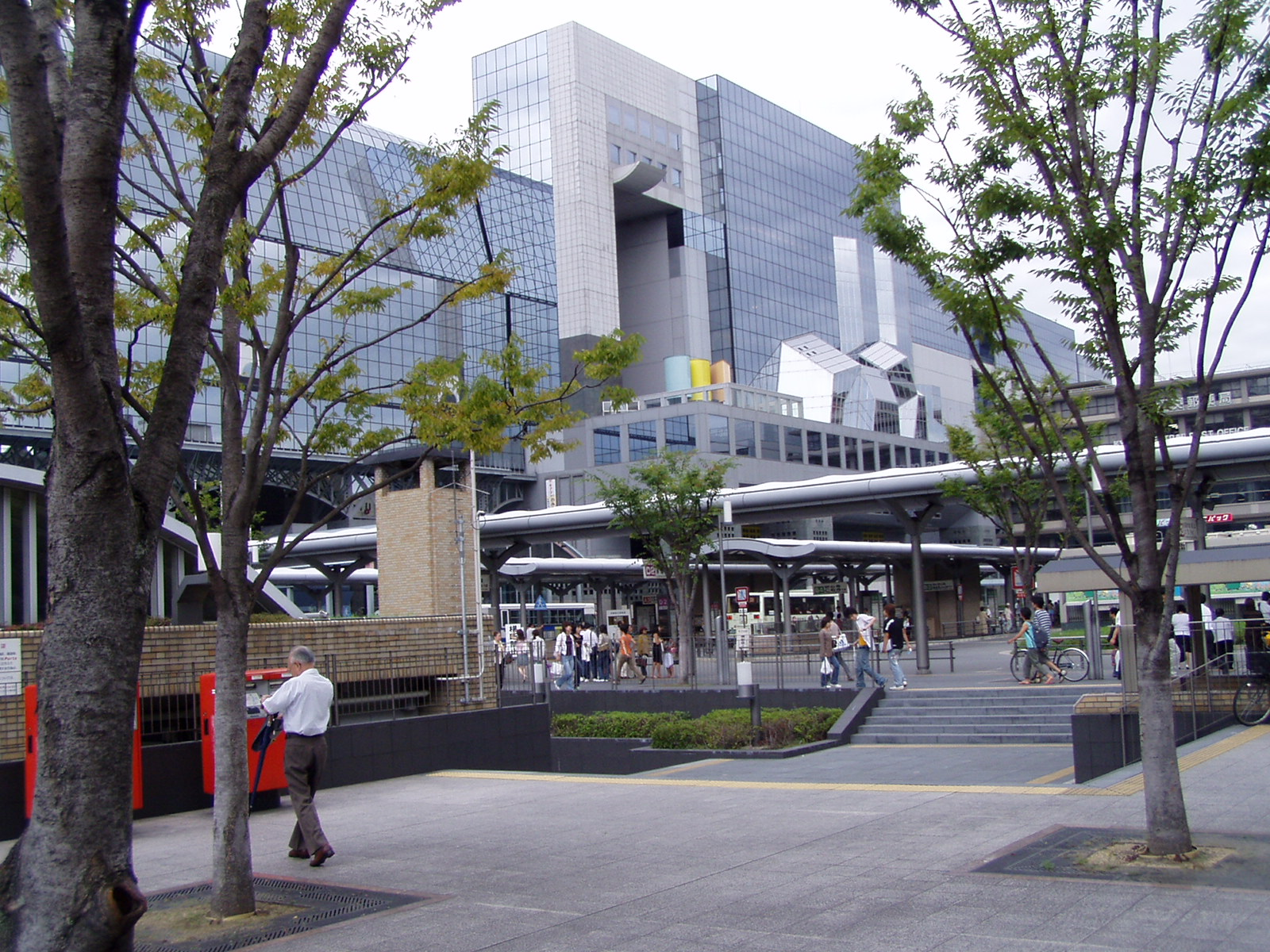
Fasada budynku głównego, poprzedzona dworcem autobusowym

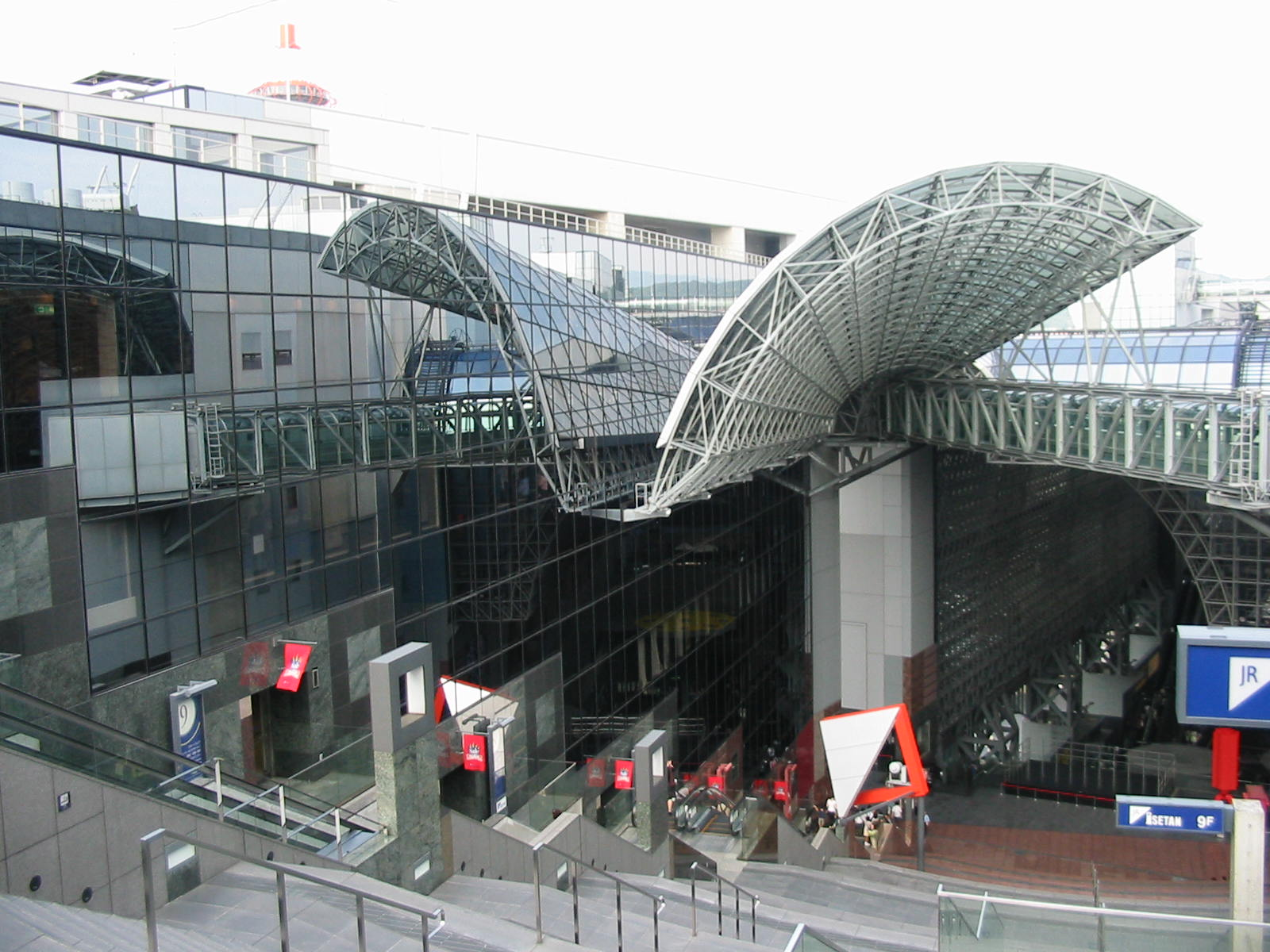
Widok tarasów zachodniego skrzydła, schodzących do hallu

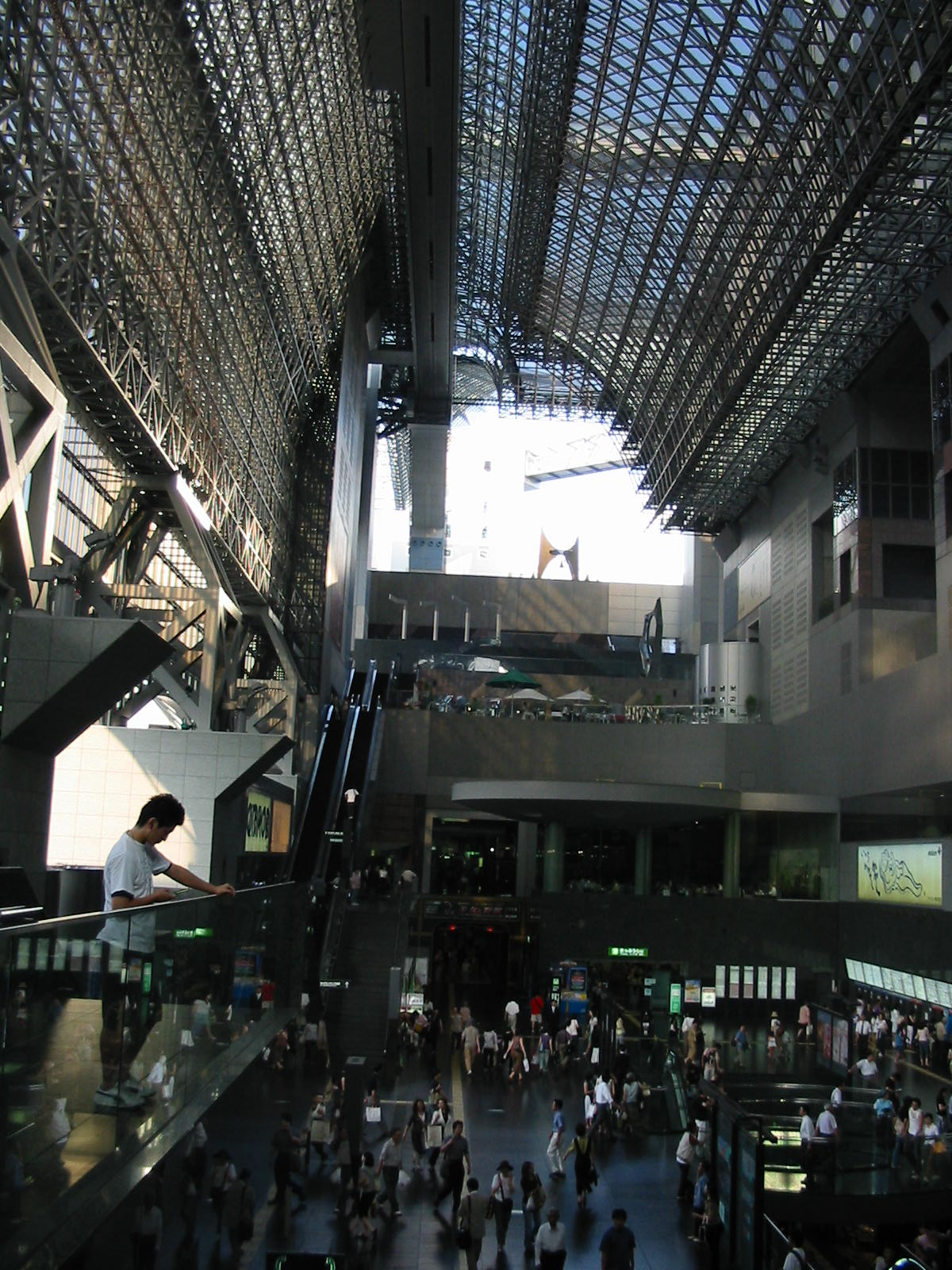
Hall główny – widok na wschód

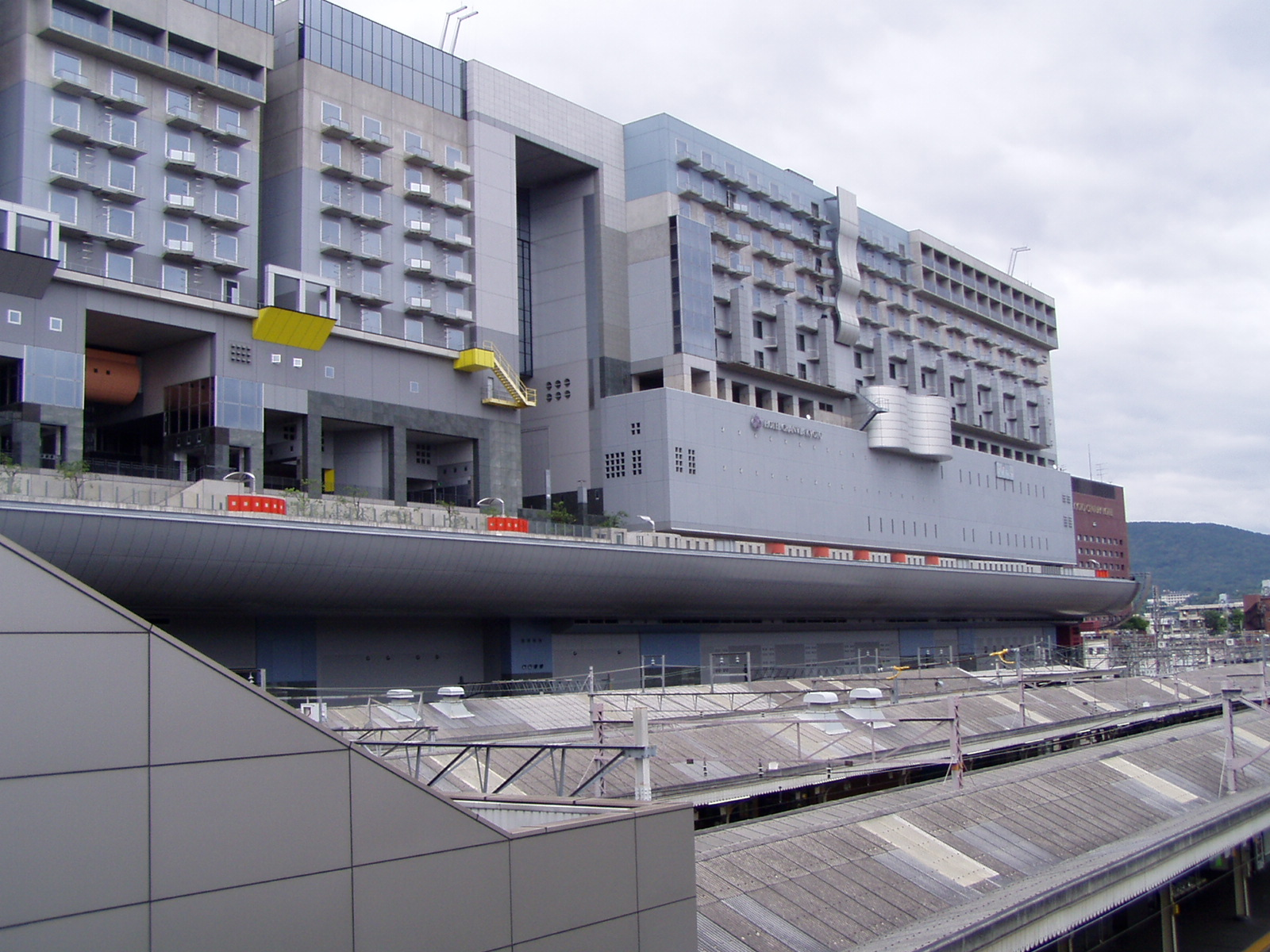
Wschodnie skrzydło budynku głównego widziane od strony torów

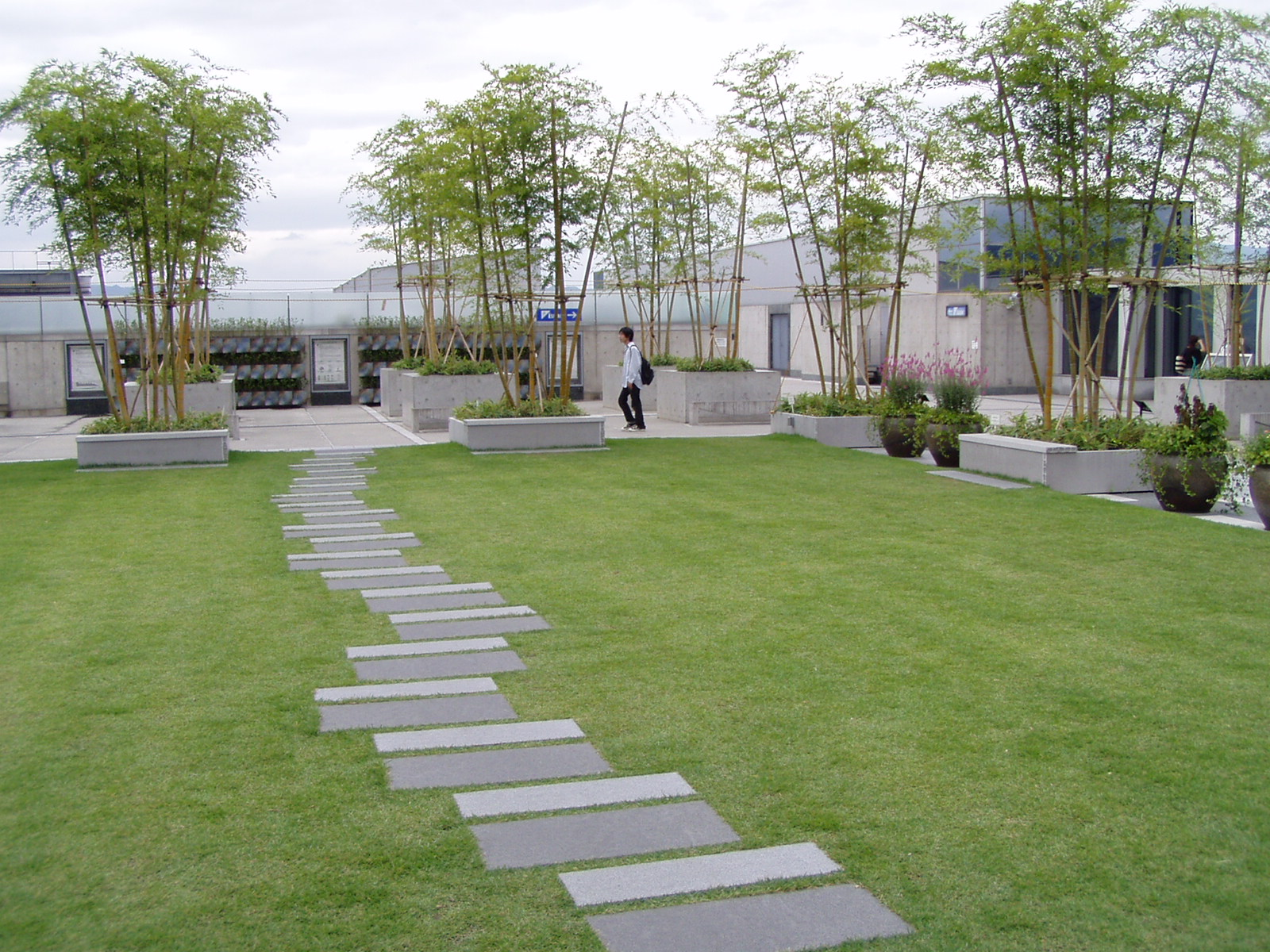
Ogród na dachu budynku dworca

Dworzec znajduje się w południowej części śródmieścia; zamyka perspektywę ulicy 烏丸通 Karasuma-dōri, obecnie głównej, południkowej osi kompozycyjnej miasta. Poprzedzony jest placem o wymiarach ok. 290 × 110 m, na którym zlokalizowano pętlę autobusową, przestrzeń pieszą i podjazd z postojem taksówek. Po stronie południowej dworca odgięcie szerokiej ulicy idącej wzdłuż kolei (八条通 Hachijō-dōri) pozwoliło na urządzenie drugiego placu podjazdowego.
Na kompleks dworcowy składają się (od północy) budynek recepcyjny kolei　JR西日本 JR Nishi Nihon, kompleks peronów sieci wąskotorowej tej kolei (na poziomie terenu – 1F), kompleks dworca Tōkaidō Shinkansen, eksploatowany przez kolej JR東海 JR Tōkai, i stanowiący wydzielony element dworca, z częścią handlowo-recepcyjną umieszczoną pod peronami. Mieści on także czołowy dworzec kolei prywatnej 近畿日本鉄道 Kinki-Nippon Tetsudō (近鉄 Kintetsu).
Przekroczenie drogowe kompleksu dworca znajduje się na wschód od osi Karasuma-dōri; droga przebiega pod peronami Shinkansen, a następnie odgina się rampą na wiadukt nad wschodnią głowicą dworca sieci wąskotorowej.

## Budynek dworca JR
Budynek dworca, ustawiony po północnej stronie torów, założony jest na planie wydłużonego prostokąta o bokach ok. 440 × 60 m. Mniej więcej pośrodku długości budynku, na poziomie ulic (poz. 1F), znajduje się główne wejście i hall, od którego wybiegają na obie strony ciągi schodów, obsługujących kolejne 11 poziomów gmachu i towarzyszące im wewnętrzne tarasy. W części zachodniej (handlowej), na poziomie dachu urządzono taras widokowy z ogrodem. Nieco przesunięta na wschód względem głównego wejścia, na poziomie 2F, znajduje się oś nadziemnej galerii handlowo-komunikacyjnej, doprowadzającej ruch do peronów oraz wyprowadzającej na południową stronę dworca. Kasy dworcowe znajdują się w hallu głównym, na galerii oraz w przejściu podziemnym (poz. B2F) zbudowanym nad tunelem metra na wschód od osi głównego wejścia.
Zachodnią część budynku dworca zajmuje głównie dom towarowy　伊勢丹 „Isetan”, mający 11 kondygnacji nadziemnych i 2 podziemne. Układ tarasów i schodów lekkim skosem wcina się w kompleks handlowy. Natomiast wschodnia część budynku mieści m.in. hotel, teatr 京都劇場 Kyōto Gekijō i centrum mangi Osamu Tezuki. Podziemia handlowe zajmują dwie kondygnacje – dolna (B2F) rozciąga się również pod placem przeddworcowym.
Bogata forma nadana obszernej przestrzeni cyrkulacji pieszej daleko wykracza poza uwarunkowania funkcjonalne – jest przede wszystkim wystudiowaną kompozycją perspektyw, wglądów, panoram, otwarć i indywidualnie projektowanego detalu. Z perspektywą schodów oglądanych z hallu głównego, które znikają w rozświetlonej perspektywie tarasu widokowego, może równać się mało który motyw architektoniczny dworca kolejowego. Na tle walorów obiektu nikną jego wady; do nich zaliczyć można skomplikowaną i niezbyt jasną drogę od gigantycznego hallu głównego do peronów, ciasnotę i mało klarowny układ tych dojść, zwłaszcza podziemnych, jak również brak kontynuacji głównej osi poprzecznej dworca, kończącej się nieoczekiwanie na pierwszym peronie. Pewien niedosyt budzi także przesunięcie na zachód od osi Karasuma-dōri głównego wejścia i hallu, czyli punktu centralnego fasady i struktury budowli. Mimo to, jeśli po-modernistyczna architektura dworców miała przyczyniać się do atrakcyjności podróży koleją, to dworzec w Kioto jest jej ważnym przykładem.

## Perony JR – sieć wąskotorowa

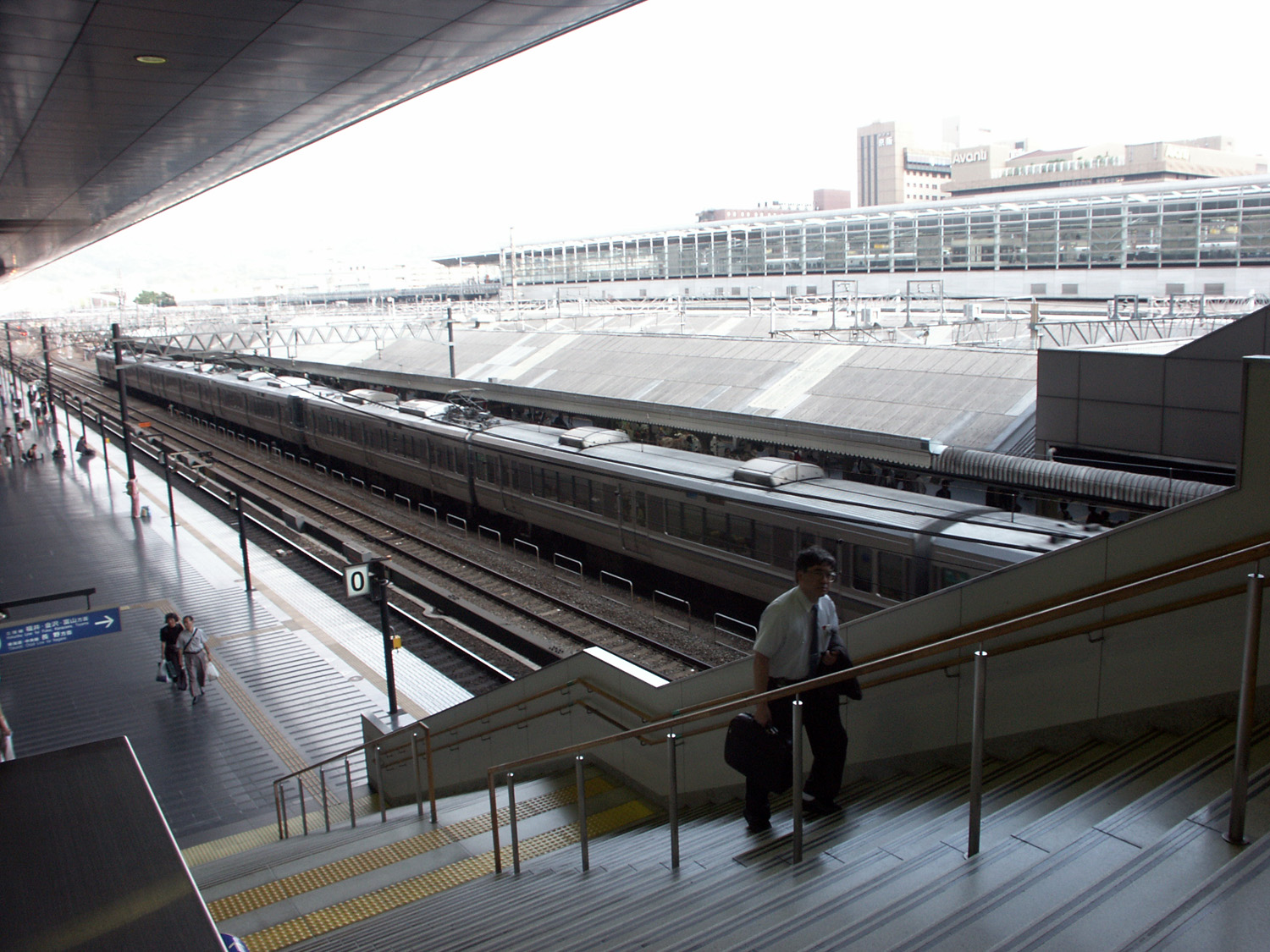
Perony wąskotorowe, wejście na galerię. W głębi kompleks Shinkansen

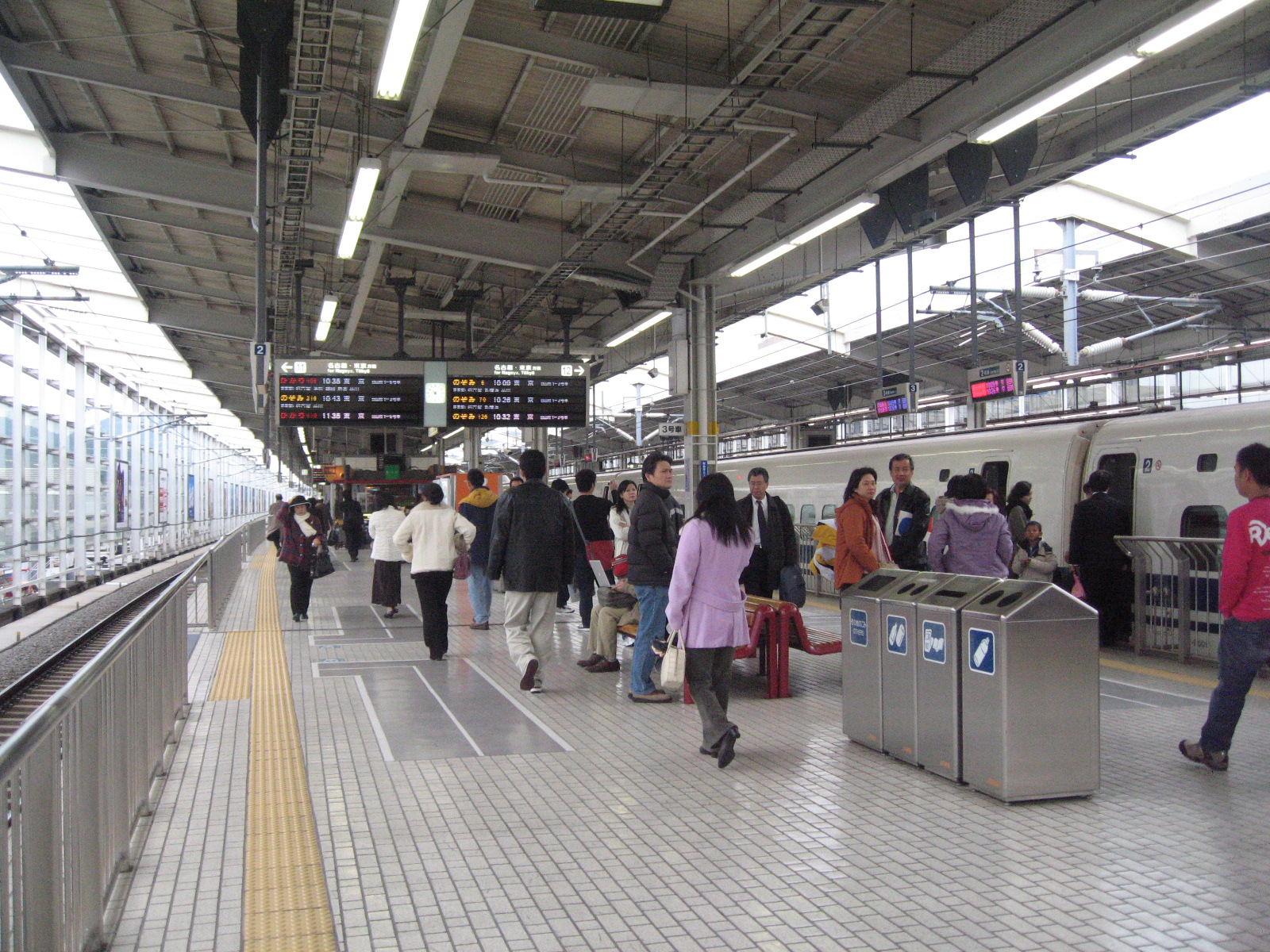
Jeden z peronów Shinkansen

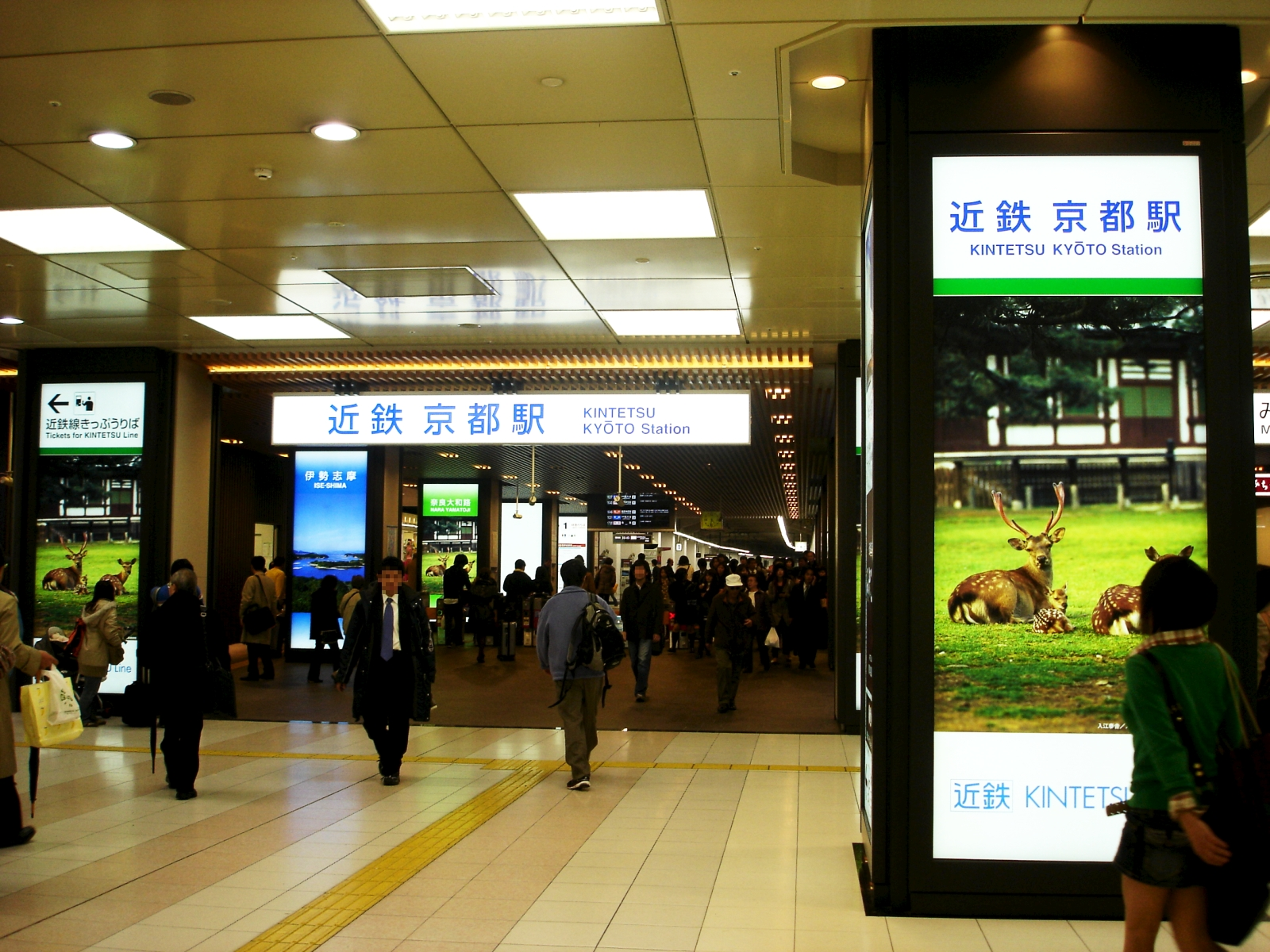
Wejście do dworca Kintetsu, poziom 2F

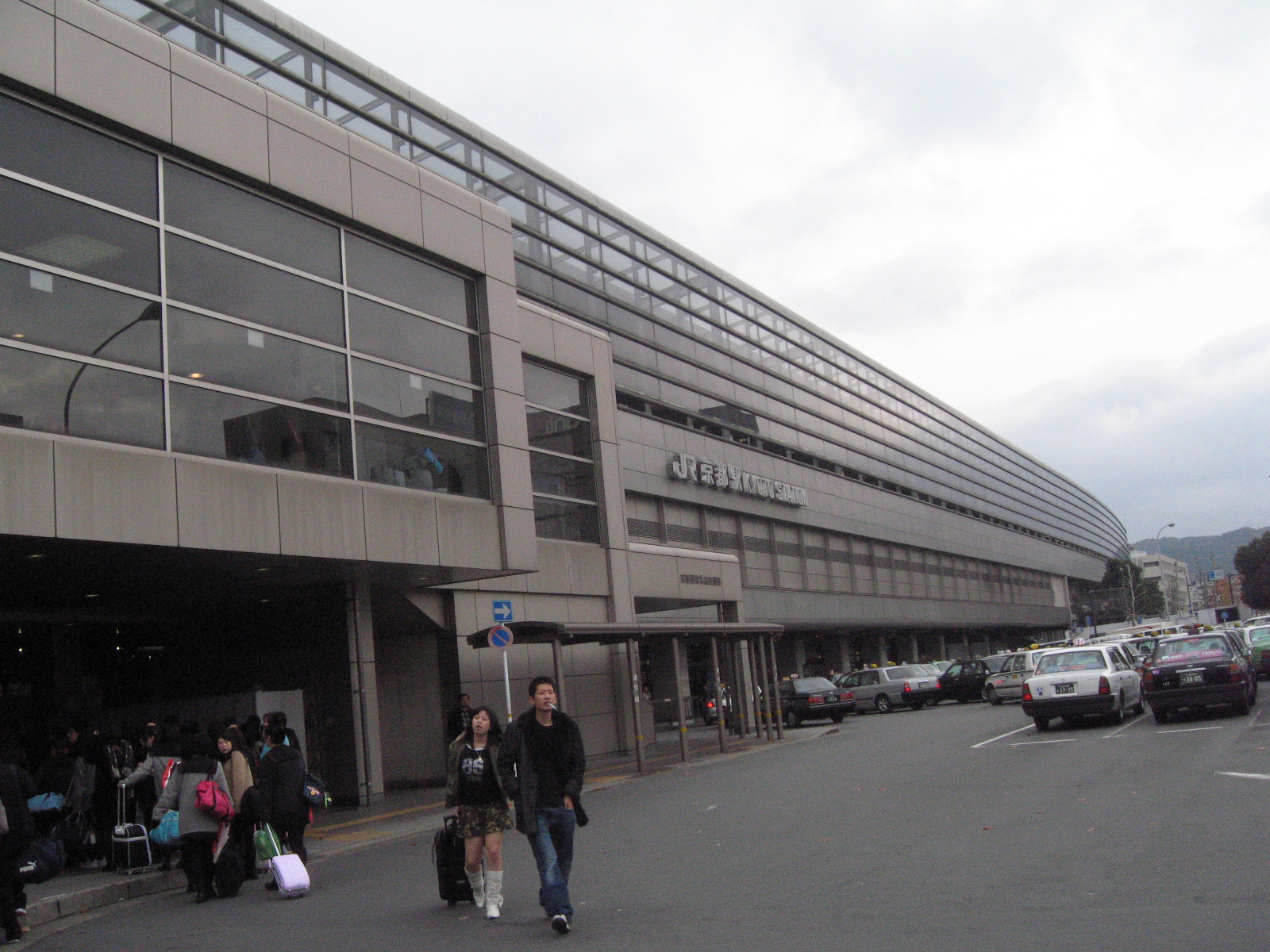
Południowa elewacja kompleksu Shinkansen widziana od zejścia z „galerii NS”

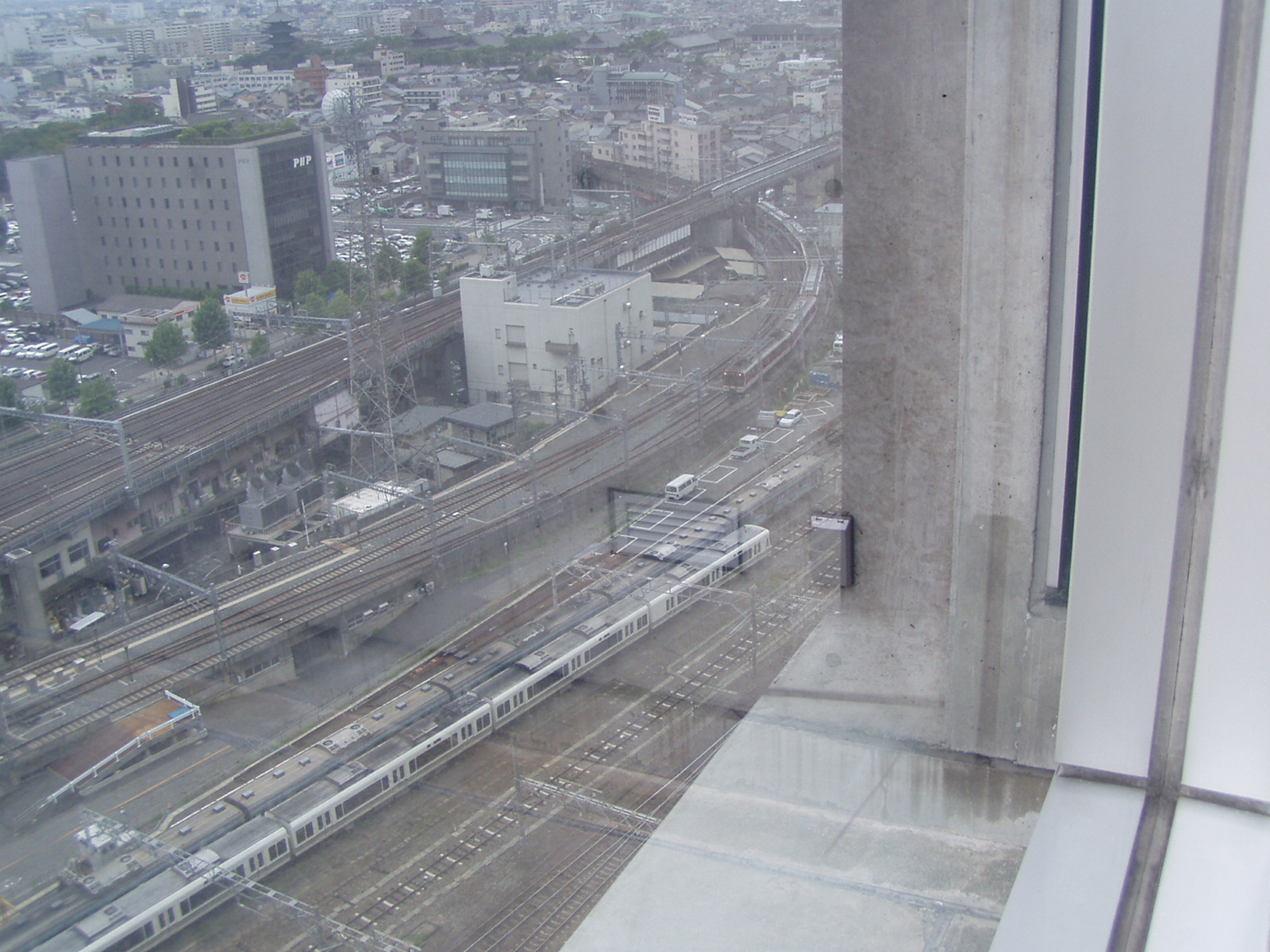
Widok zachodniej głowicy dworca z tarasu budynku głównego. Na łuku linia Kintetsu

Główny kompleks tworzą dwa perony boczne i trzy perony wyspowe, szerokości ok. 12 i 10 m i długości 400 i 340 m (razem 8 torów przelotowych, oznaczonych numerami 0, 2-8). Pod zachodnią częścią budynku znajdują się perony czołowe linii JR Sagano – cztery tory ślepe (oznaczone numerami 30-34). Na południe od torów przelotowych znajdują się dwa tory ślepe linii JR Nara (oznaczone numerami 9, 10). Między torami obsługiwanymi przez perony znajdują się cztery tory tranzytowe, służące też jako postojowe.
Perony przekryte są na całej długości indywidualnymi wiatami. Poprzeczna galeria, szeroka na ok. 40 m, mieści „przejście ogólnodostępne NS” (南北自由通路 namboku jiyūtsūro) i równoległe do niego przejście w strefie płatnej dworca. Pośrodku galerii, między obydwoma przejściami, znajdują się rogatki – tzw. „wejście zachodnie” (西口 nishi-guchi).
Galerią ogólnodostępną można przejść w poprzek peronów na południową stronę dworca.
Tunel pieszy pod peronami w strefie płatnej wychodzi do miasta tylko w kierunku północnym – wejście („wejście wschodnie” – 東口 higashi-guchi) znajduje się w podziemiach pod wschodnim skrzydłem budynku dworca. W kierunku południowym tunel komunikuje się natomiast z dworcem Shinkansen. Równolegle obok tunelu peronowego istnieje również tunel ogólnodostępny (地下自由通路 chika jiyūtsūro), umożliwiający przekroczenie kompleksu dworca na osi Karasuma-dōri. Prowadzą od niego zejścia do stacji metra i wyjście na południową stronę dworca.
Prawie wszystkie wejścia na perony wyposażone są w schody ruchome w kierunku „w górę”. Windy komunikują z peronami wyłącznie galerię nadziemną, wskutek czego droga osoby niepełnosprawnej od metra do pociągu jest wydłużona.

## Dworzec Tōkaidō Shinkansen
Kompleks dworca zajmuje większą część powierzchni obrysu wiaduktu mieszczącego dwa perony wyspowe, długości ok. 420 m i szerokości ok. 11 m (ulokowane na poziomie 3F). Są one na całej długości przekryte halą (zwyczajem japońskim pasy nad torami pozostawione są otwarte). Krawędzie peronowe zaopatrzone są w barierki przerwane na wysokości drzwi wagonów. Poziom 1F (ulicy) mieści ogólnodostępną galerię handlową (nazwaną „Asty Road”) oraz kasy i rogatki Shinkansen. Poziom 2F, nieco niżej położony niż odpowiadający mu poziom „galerii ogólnodostępnej NS” nad peronami części wąskotorowej, mieści południowe wejście na tę galerię, obszerny hall recepcyjny dworca Shinkansen (wejścia przez rogatki) oraz westybul należący do strefy płatnej dworca wąskotorowego (skomunikowany schodami z tunelem peronowym). Jak zwykle na dworcach japońskich, wejście do części płatnej Shinkansen z części płatnej sieci wąskotorowej jest również chronione rogatkami.

## Dworzec Kintetsu
Dworzec zajmuje zachodnią część poziomu 2F pod peronami Shinkansen. Składają się na niego trzy tory ślepe rozstawu normalnego, ponumerowane 1-3, z których dwa obsługiwane są „peronami dwukrawędziowymi”, a jeden – bocznym. Niewielka przestrzeń cyrkulacyjna od czoła peronów wychodzi przez pas rogatek na „przejście ogólnodostępne NS”; znajdują się tam kasy Kintetsu. Do przestrzeni cyrkulacyjnej prowadzą też schody od poziomu 1F, gdzie znajdują się dodatkowe rogatki i wyjście na południową stronę dworca („wyjście Hachijō” 八条口).

## Obciążenia
Przez rogatki kompleksu dworcowego przechodzi dziennie ok. 676 tys. osób, z czego na oba dworce JR przypada 458 tys. (Shinkansen – ok. 70 tys.), na Kintetsu – 101 tys. (2014).
Przez godzinę odprawia się (godzina typowa/godzina szczytu):
- 12 par pociągów Shinkansen
- 12/16 pociągów na linię JR Kyōto (kierunek Osaka)
- 7/14 pociągów na linię JR Biwako (kierunek Maibara, Gifu)
- 5/5 pociągów na linię JR Kosei (kierunek Tsuruga)
- 5/8 pociągów na linię JR Sagano (kierunek Maizuru)
- 6/7 pociągów na linię JR Nara (kierunek Nara)
- 4-8 ekspresów na różne linie, w tym do lotniska Kansai
- 12/15 pociągów na linię Kintetsu Kyōto

Wszystkie pociągi linii JR Nara i JR Sagano kończą lub rozpoczynają bieg na Dworcu Kyōto. Układ torowy właściwie nie daje możliwości połączenia obu linii.

## Rys historyczny

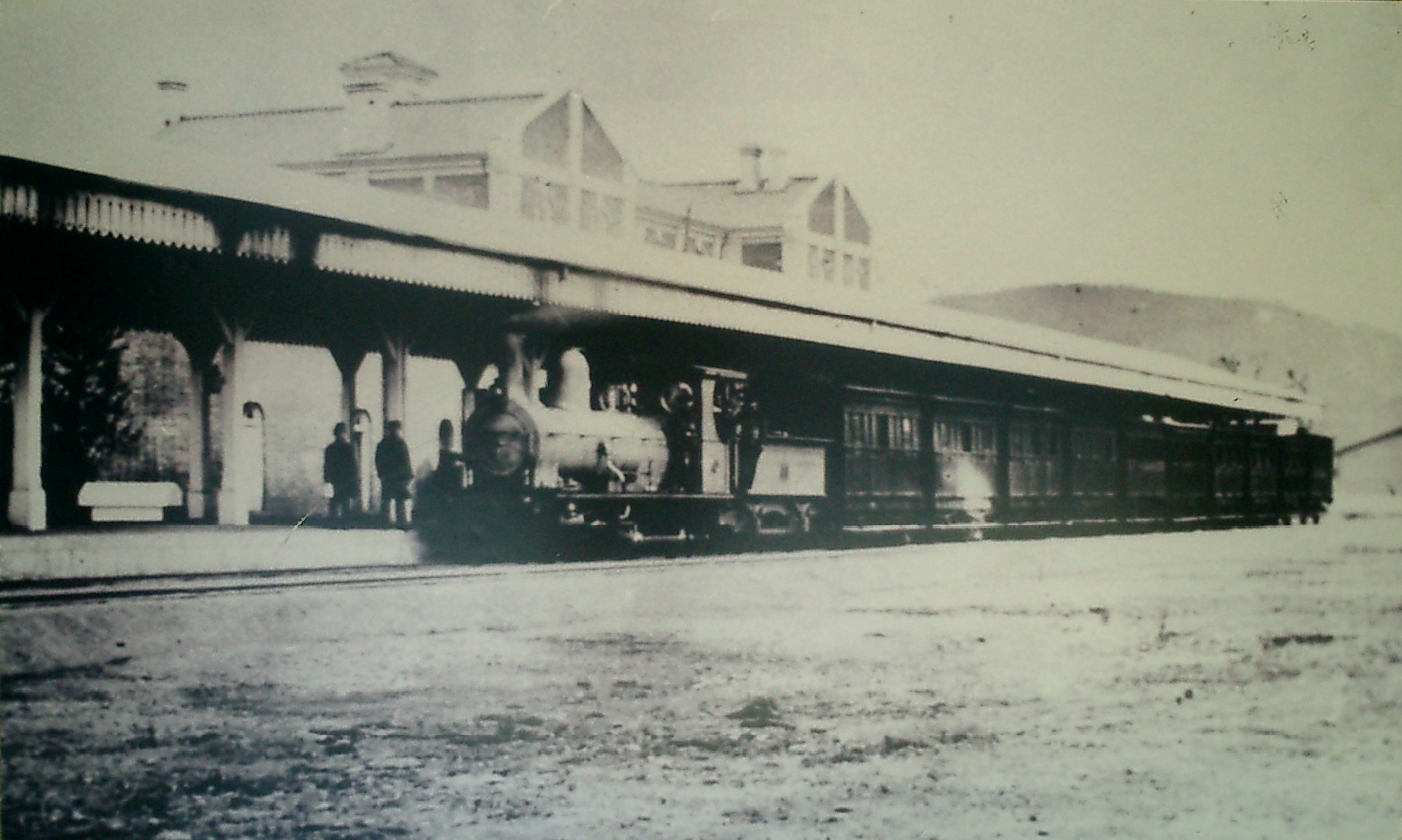
Pierwszy dworzec (1877/Meiji 10)

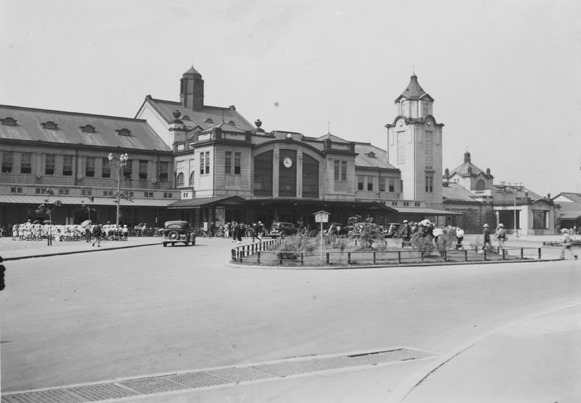
Drugi dworzec (1915/Taishō 4)

Linię kolei rządowej (późn. 国鉄 Kokutetsu) doprowadzono do Kioto od strony Kobe i Osaki w 1876/Meiji 9 r., a w rok później dociągnięto ją do nowo otwartego dworca Kyōto. W 1879/Meiji 12 linię przedłużono w kierunku Jeziora Biwa, przez tunele (m.in. pod Higashiyamą). W 1895/Meiji 28 powstała linia kolei prywatnej do Nary, w 1897 – do Maizuru (także prywatna, obecna linia JR Sagano). Dworzec Kyōto stał się węzłem. Obie koleje upaństwowiono w 1906/Meiji 39 r.
W 1895 r. sprzed dworca wyruszył pierwszy tramwaj elektryczny w Japonii.
Drugi budynek, otwarty w 1915/Taishō 4 r., należał do najokazalszych na dworcach japońskich. Zaprojektowany został przez arch. 渡辺 節 Setsu Watanabe w stylu wczesnego modernizmu. Stanowił on scenerię wielu uroczystości państwowych związanych z wizytami cesarzy w dawnej stolicy. Dworzec spłonął w 1950/Shōwa 25 r.
Trzeci budynek dworca oddano do użytku w 1952/Shōwa 27 r. według projektu architektów kolei Kokutetsu. Była to trzy- i dwukondygnacyjna budowla w stylu funkcjonalistycznym. Przy wschodnim końcu ryzalitu hallu recepcyjnego wznosił się ośmiokondygnacyjny trakt wieżowy, stanowiący akcent wertykalny w horyzontalnej bryle budynku.
Linia kolejki dojazdowej 奈良電気鉄道 Nara Denki Tetsudō, w skrócie 奈良電 Naraden, doprowadzona została w 1928/Shōwa 3 r. Dworzec zburzono przed 1963 r., by przenieść perony na wiadukt – co zbiegło się z budową linii Shinkansen. W tym samym roku kolej Naraden weszła w skład sieci Kintetsu. W sąsiedztwie dworca (na odcinku Kintetsu Kyōto – Tō-ji) linię przełożono na wiadukt dopiero w 1969 r.
Ulokowanie obok peronów wąskotorowych nadziemnego dworca pierwszej japońskiej linii wysokich prędkości Tōkaidō Shinkansen, otwartej w 1964/Shōwa 39 r., było co prawda typowym rozwiązaniem zastosowanym na większości dworców tej trasy, ale spośród trzech największych miast zespołu Keihanshin zastosowanym tylko w Kioto – w Kobe dworzec jest położony osobno (Shin-Kōbe), w Osace zaś – na skrzyżowaniu z linią klasyczną (Shin-Ōsaka). Linia została doprowadzona długim, żelbetowym wiaduktem, a od wschodu – osobnym tunelem pod wzgórzami Higashiyama.
Najnowszym elementem węzła Kioto stała się w 1974/Shōwa 49 r. linia JR Kosei, łącząca miasto z linią Hokuriku, przebiegającą wzdłuż wybrzeża Morza Japońskiego w kierunku Fukui i Kanazawy. Odgałęzia się ona od linii Biwako dopiero od stacji Yamashina we wschodnim Kioto.
W 1981/Shōwa 56 otwarto stację metra.
Budowa nowego dworca, czwartego z kolei, wykraczała poza zamierzenie architektoniczne. Była pomyślana jako próba stworzenia przeciwwagi dla dysponujących lepszym dostępem do centrum Kioto prywatnych kolei aglomeracyjnych (ruch lokalny ma podstawowe znaczenie w pracy dworca), poprzez przemianę dworca w wielki ośrodek handlowo-usługowy. Wydaje się, że cel został osiągnięty, ponieważ kolej JR od dłuższego czasu zdobywa coraz większy udział w przewozach w regionie Kinki, głównie kosztem lekko malejących przewozów konkurentów. Jednakże budowla spotkała się z krytyką jako kolejny stymulator przemian tradycyjnego krajobrazu architektonicznego Kioto.